# Den lille riddaren Trenk
Den lille riddaren Trenk är en tysk tecknad TV-serie i 26 avsnitt som visades i Sverige på SVT Barnkanalen 2013.

## Handling
Tecknad tysk äventyrskomedi som utspelar sig på medeltiden. Bondpojken Trenk Tusentufs vill bli riddare för att han ser hur hans egen familj och andra bönder utnyttjas av riddar Bertold. På slottet Högeborg får han sin chans som page och blir där vän med slottsherren och riddar Hans dotter Tekla. Tillsammans besegrar de elaka riddare, rövare och andra översittare. Teklas favoritord är strunterunt eller möjligen struntirunt som hon säger istället för struntprat. Trenk är son till Haug Tusentufs och har en syster som heter Sara-Stina. Birer är page hos riddar Bertold. Nasseman är Trenks gris som ofta följer med på äventyren.

## Titelsång
Vem är egentligen Trenk Tusentufs? En pojke som fick slita hårt. Ett fattigt liv, ett tungt och svårt. Den hemska riddar Bertold var så ond mot hans familj. Han gav sig ut till furstens land. Tillsammans med kompisen Nasseman. Men den onde riddarens knektar följer dem hack i häl. Men Trenk är listig och väldigt kvick med kloka knep och massor av trick. Han smiter undan med snabba språng och knektarna får tji varje gång. Sen mötte Trenk den unge Sten en riddarpojke rädd och klen. Han ville vara någon annan minsann så de bytte med varann. Nu är han page, så stolt och fri. Som riddare en dag ska bli. Den onde riddar Bertold gormar högt och står i. Hur gick det för vår hjälte sen? Han blev en page, han fick en vän. Och nu så får han lära sig en riddares bestyr. Så gick det för vår hjälte sen. Han blev en page, han fick en vän. Vi följer honom ut på äventyr.

## Svenska röster
- Trenk:  Melker Duberg
- Tekla: Mimmi Sandén
- Dan Bratt
- Stephan Karlsén
- Joakim Jennefors
- Ole Ornered
- Kalle Rydberg
- Axel Bergström
- Anton Raeder
- Sture Ström

Titelsång: Mimmi Sandén
Översättning: Karin Svenner och Robert Cronholt
Svensk dubbning producerad av: Eurotroll AB